# Phiên án Shakhty

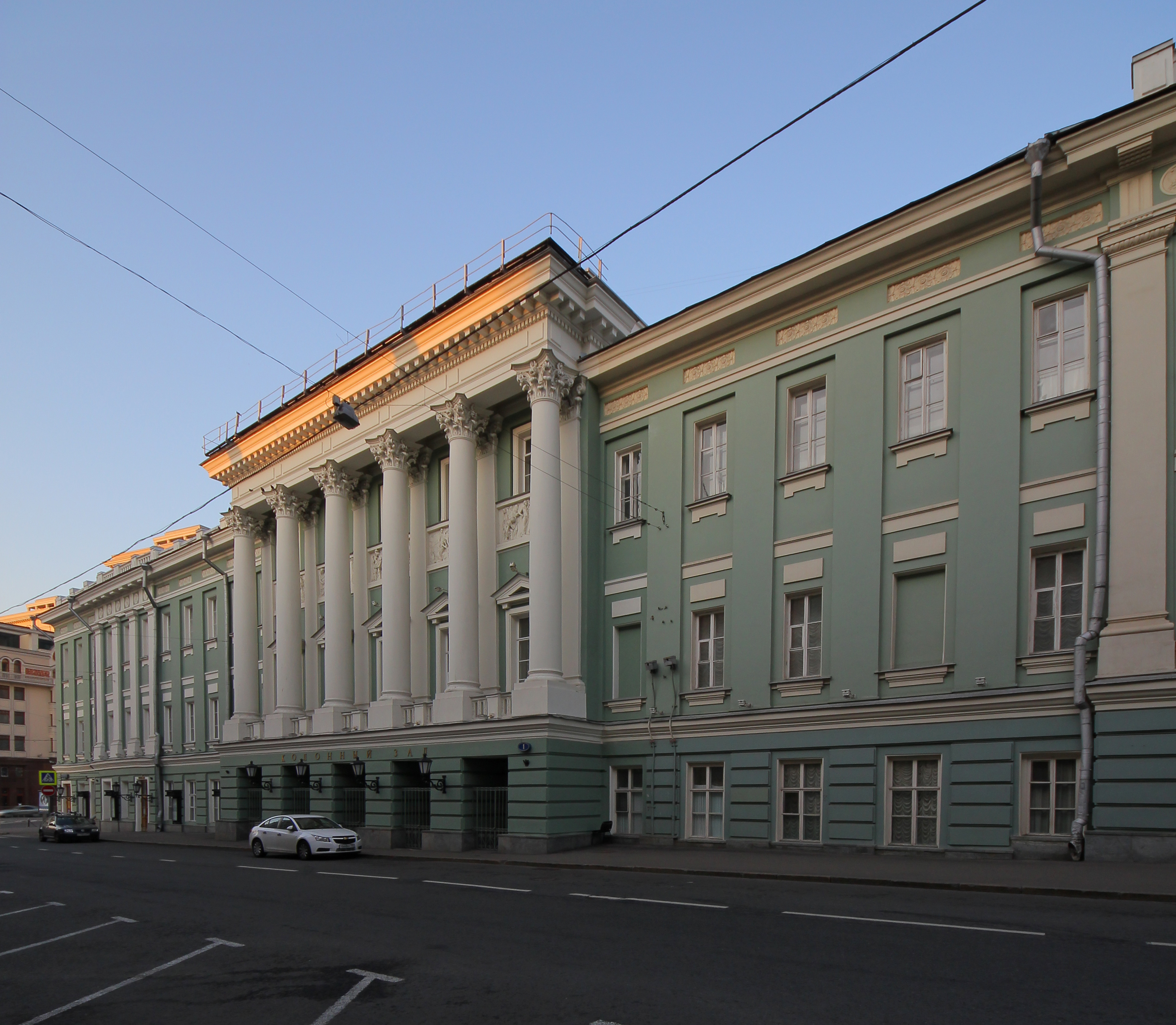
Tòa nhà công đoàn ở Moskva cũng được dùng làm tòa án.

Phiên án Shakhty (tiếng Nga: Ша́хтинское де́ло) từ 18 tháng 5 tới 7 tháng 7 năm 1928 là Phiên tòa dàn dựng đầu tiên ở Liên Xô sau phiên án chống lại những nhà cách mạng xã hội ở Nga năm 1922. Nó nhắm vào những chuyên viên Liên Xô và ngoại quốc không đảng phái. Phiên án này cho thấy rõ, thời kỳ các giai cấp hòa giải với nhau của chính sách kinh tế mới đã qua và có liên quan tới cuộc cách mạng của Stalin từ việc tập thể hóa nông nghiệp và việc kỹ nghệ hóa nhanh chóng Liên Xô của chương trình 5 năm đầu tiên. Phiên án này đã được những tay trong chuẩn bị và các bị cáo phải thú nhận, những gì mà họ đã được bảo trước đó. Tuy nhiên việc tổ chức chưa được hoàn hảo, như những phiên án của những năm sau này. Nhiều bị cáo không chịu thú nhận là mình có tội hay rút lại những lời khai trước đó. Mặc dù vậy đa số của trên 50 người bị cáo bị lãnh án. Vụ án Moskva trong thời Đại khủng bố trong nửa phần sau của thập niên 1930 diễn tiến chủ yếu là theo khuôn mẫu của phiên án Shakhty.